# Держави-члени Співдружності націй

Поточні члени Співдружності (темно-синій), колишні члени (помаранчевий), а також британські заморські території та коронні володіння (світло-блакитний)

Держави-члени Співдружності націй — список усіх поточних і колишніх держав-членів Співдружності націй — добровільного об'єднання 54 суверенних держав. Майже всі вони колишні британські колонії або залежні території цих колоній.
Співдружність — міжнародна організація, в якій країни з різним соціальним, політичним та економічним становищем розглядаються як рівні за статусом і співпрацюють у рамках спільних цінностей та цілей, як зазначено у Сінгапурській декларації 1971 року. Спільні цінності та цілі включають просування демократії, прав людини, доброго врядування, верховенства права, громадянських свобод, рівності перед законом, вільної торгівлі, багатосторонності та світового миру, які пропагуються за допомогою багатосторонніх проєктів та зустрічей, таких як Ігри Співдружності, що проводяться раз на чотири роки.
Символ цієї вільної асоціації — король Чарльз III, який має титул глави Співдружності. Однак це не надає йому жодної політичної чи виконавчої влади над будь-якими державами-членами Співдружності; титул суто символічний, і саме Генеральний секретар Співдружності головний виконавчим директором Співдружності.
Вперше Співдружність офіційно сформувалася у 1926 році на імперській конференції, коли затверджена Декларація Бальфура визнала повний суверенітет домініонів. Першими членами організації, відомої як «Британська Співдружність», були Велика Британія, Канада, Австралія, Нова Зеландія, Південно-Африканський Союз, Ірландська Вільна держава та Ньюфаундленд. Про це було повторно заявлено на імперській конференції 1930 року та включено до Вестмінстерського статуту наступного року (хоча Австралія та Нова Зеландія не затвердили цей статут до 1942 та 1947 року відповідно). 1949 року Лондонська декларація ознаменувала народження сучасної Співдружності та затвердження її теперішньої назви. Найновіший член Співдружності — Руанда, яка приєдналася 29 листопада 2009 року 54 держави-члена мають загальне населення 2,4 мільярда осіб, майже третину світового, з них 1,21 мільярда проживає в Індії, а 95 % — в Азії та Африці разом.
З 54 держав-членів шістнадцять Королівств Співдружності, в яких глава держави — глава Співдружності націй, ще п'ять — монархії зі своїми власними монархами (Бруней, Есватіні, Лесото, Малайзія та Тонга), а решта — республіки. Ірландія (з 1949 року за даними Співдружності; з 1936 року за даними ірландського уряду) та Зімбабве (з 2003 року) колишні члени Співдружності. Південно-Африканська Республіка, Пакистан, Гамбія та Мальдіви вийшли та згодом знову приєднались до Співдружності, а Зімбабве офіційно подала заявку на повторне приєднання.

## Поточні члени
Усі дати нижче наведено згідно зі списком членів секретаріату Співдружності Націй, а показники чисельності населення станом на 24 грудня 2020 року
| Країна                   | Дата вступу                                   | Регіон                | Населення     | Примітки[а] |
| ------------------------ | --------------------------------------------- | --------------------- | ------------- | --- |
| Австралія                | 19 листопада 1926                             | Океанія (Австралазія) | 26 114 266    | Один із домініонів під час прийняття Декларації Бальфура 1926 року та Вестмінстерського статуту 1931 року, хоча цей статут затверджений в Австралії лише 1942 року (зі зворотною силою з 1939 року). Австралійський закон 1986 року усунув залишені можливості для Великої Британії приймати закони, що набувають чинності в Австралії, для участі Великої Британії в австралійському урядуванні та апеляції від будь-якого австралійського суду до британського суду.                     |
| Антигуа і Барбуда        | 1 листопада 1981                              | Вест-Індія            | 97 102        | |
| Багамські Острови        | 10 липня 1973                                 | Вест-Індія            | 420 268       | |
| Бангладеш                | 18 квітня 1972                                | Південна Азія         | 171 876 963   | Проголошено незалежність від Пакистану у 1971 році. |
| Барбадос                 | 30 листопада 1966                             | Вест-Індія            | 289 449       | Барбадос планує усунути Єлизавету II з посади глави держави і стати республікою до 30 листопада 2021 року |
| Беліз                    | 21 вересня 1981                               | Центральна Америка    | 405 269       | |
| Ботсвана                 | 30 вересня 1966                               | Південна Африка       | 2 521 969     | |
| Бруней                   | 1 січня 1984                                  | Південносхідна Азія   | 458 478       | |
| Вануату[б]               | 30 липня 1980                                 | Океанія (Меланезія)   | 299 292       | Здобула незалежність від спільного правління (кондомініум) Великої Британії та Франції. |
| Велика Британія          | 19 листопада 1926                             | Північна Європа       | 66 986 446    | Декларація Бальфура 1926 року та прийняття парламентом Великої Британії Вестмінстерського статуту 1931 року. |
| Гамбія                   | 18 лютого 1965                                | Західна Африка        | 2 370 813     | Відкликала членство 3 жовтня 2013 року з посиланням на «неоколоніалізм». Після обрання Адами Берроу президентом Гамбії у 2016 році, він подав заявку на повторний вступ у Співдружність 22 січня 2018 року. 22 лютого 2018 року Гамбія повторно стала членом організації |
| Гана                     | 6 березня 1957                                | Західна Африка        | 31 213 692    | |
| Гаяна                    | 26 травня 1966                                | Південна Америка      | 782 172       | |
| Гренада                  | 7 лютого 1974                                 | Вест-Індія            | 109 209       | |
| Домініка                 | 3 листопада 1978                              | Вест-Індія            | 73 440        | |
| Есватіні                 | 6 вересня 1968                                | Південна Африка       | 1 398 197     | Приєдналася як Свазіленд, згодом змінивши свою назву на Есватіні 19 квітня 2018 року. |
| Замбія                   | 24 жовтня 1964                                | Південна Африка       | 19 106 756    | |
| Індія                    | 15 серпня 1947                                | Південна Азія         | 1 404 476 413 | Включена колишня Французька Індія (Чанданнаґар з 2 травня 1950 року; Пудучеррі, Карайкал, Янам та Мае з 1 листопада 1954 року), колишня Португальська Індія (Гоа, Даман і Діу з 19 грудня 1961 року; Дадра і Нагар-Хавелі офіційно з 1961 року) та Сіккім з 16 травня 1975 року. |
| Камерун                  | 13 листопада 1995                             | Центральна Африка     | 26 741 106    | Більша частина країни колишня французька підмандатна територія (пізніше підопічна територія ООН) Камеруну, яка отримала незалежність від Франції 1 січня 1960 року. Вона об'єдналася зі значно меншою колишньою британською підмандатною територією / підопічною територією Південного Камеруну, яка отримала незалежність від Великої Британії 1 жовтня 1961 року. |
| Канада                   | 19 листопада 1926                             | Північна Америка      | 38 036 656    | Надано номінальну незалежність (статус домініону) 1 липня 1867 року. Один із домініонів під час прийняття Декларації Бальфура 1926 року та Вестмінстерського статуту 1931 року. 31 березня 1949 року до Канади приєднався домініон Ньюфаундленд. Канадський акт від 1982 року офіційно припинив дії положень Вестмінстерського статуту 1931 року стосовно Канади щодо «запиту та згоди», згідно з яким британський парламент мав загальне право приймати закони, що поширюються на Канаду. |
| Кенія                    | 12 грудня 1963                                | Східна Африка         | 53 158 119    | |
| Кіпр[г]                  | 13 березня 1961                               | Євразія               | 1 236 894     | Отримав незалежність від Великої Британії 16 серпня 1960 року. |
| Кірибаті                 | 12 липня 1979                                 | Океанія (Мікронезія)  | 124 134       | |
| Лесото                   | 4 жовтня 1966                                 | Південна Африка       | 2 279 250     | |
| Маврикій                 | 12 березня 1968                               | Східна Африка         | 1 301 691     | |
| Малаві                   | 6 липня 1964                                  | Східна Африка         | 20 304 036    | |
| Малайзія                 | 31 серпня 1957                                | Південносхідна Азія   | 32 949 868    | Приєдналася як Малайська Федерація у 1957 році; реформована як Малайзія 16 вересня 1963 року у федерації з Сінгапуром (який став окремою державою 9 серпня 1965 року), Північним Борнео та Сараваком. |
| Мальдіви                 | 9 липня 1982                                  | Південна Азія         | 400 798       | Отримали незалежність від Великої Британії 26 липня 1965 року. Спеціальний член з 9 липня 1982 року по 20 липня 1985 року. Вийшли з організації 13 жовтня 2016 року та знову приєдналися 1 лютого 2020 року. |
| Мальта                   | 21 вересня 1964                               | Південна Європа       | 426 243       | Отримала незалежність від Великої Британії 21 вересня 1964 року. |
| Мозамбік                 | 13 листопада 1995                             | Східна Африка         | 32 548 131    | Отримав незалежність від Португалії 25 червня 1975. Перша країна що приєдналася до Співдружності, яка ніколи не була британською колонією. |
| Намібія                  | 21 березня 1990                               | Південна Африка       | 2 781 742     | Отримала незалежність від Південно-Африканської Республіки. Включає Волфіш-Бей та Острови Пінгвінів, передані Південною Африкою опівночі 28 лютого 1994 року. |
| Науру[б]                 | 1 листопада 1968                              | Океанія (Мікронезія)  | 10 578        | Отримала незалежність 31 січня 1968 року від спільного управління Австралії, Нової Зеландії та Великої Британії. Спеціальний член з 1 листопада 1968 року до 1 травня 1999 року, коли вона стала повноправним членом. В січні 2006 року знову стала спеціальним членом організації. Повноправний член з червня 2011 року. |
| Нігерія                  | 1 жовтня 1960                                 | Західна Африка        | 210 515 245   | Приєднала колишню британську підмандатну територію / підопічну територію Північного Камеруну 31 травня 1961 року. Членство призупинено 1995 року, у 1999 році — відновлено. |
| Нова Зеландія            | 19 листопада 1926                             | Океанія (Австралазія) | 4 709 072     | Надано номінальну незалежність (статус домініону) 26 вересня 1907 року. Один із домініонів під час прийняття Декларації Бальфура 1926 року та Вестмінстерського статуту 1931 року, хоча статут не затверджено у Новій Зеландії до 1947 року. Остаточні зв'язки з британським парламентом розірвала у 1986 році. Остаточний зв'язок з британською правовою системою (Судовий комітет Таємної ради) у 2003 році створенням Верховного суду Нової Зеландії.                                   |
| Пакистан                 | 14 серпня 1947[в]                             | Південна Азія         | 211 782 341   | Включаючи місто Гвадар, передане Маскатом та Оманом 8 вересня 1958 року. Включаючи Бангладеш (тоді відомий як Східний Пакистан) до 1971 року. Вийшов зі Співдружності у 1972 році, повернувся 1989 року; членство призупинено у 1999 році, поновлено 2004 року; знову призупинено 2007 року, знову поновлено 2008 року. |
| Папуа Нова Гвінея        | 16 вересня 1975                               | Океанія (Меланезія)   | 8 557 122     | Здобула незалежність від Австралії. |
| ПАР                      | 19 листопада 1926                             | Південна Африка       | 57 833 338    | Надано номінальну незалежність (статус домініону) 31 травня 1910 року. Один із домініонів під час прийняття Декларації Бальфура 1926 року та Вестмінстерського статуту 1931 року. Вийшла з організації 31 травня 1961 року; поновила членство 1 червня 1994 року. |
| Руанда                   | 29 листопада 2009                             | Східна Африка         | 13 227 694    | Здобула незалежність від Бельгії 1 липня 1962 року. Друга країна (після Мозамбіку), яка стала членом Співдружності не маючи ніяких колишніх колоніальних зв'язків з Великою Британією. На відміну від Мозамбіку, після вступу затвердила англійську мову офіційною мовою. |
| Самоа[б]                 | 28 серпня 1970                                | Океанія (Полінезія)   | 201 448       | Здобула незалежність від Нової Зеландії 1 січня 1962 року. Приєдналася як Західне Самоа, згодом змінивши свою назву на Самоа 4 липня 1997 року. |
| Сейшельські Острови      | 29 червня 1976                                | Східна Африка         | 100 358       | |
| Сент-Вінсент і Гренадини | 27 жовтня 1979                                | Вест-Індія            | 109 590       | Спеціальний член Співдружності з 27 жовтня 1979 року по 1 червня 1985. |
| Сент-Кіттс і Невіс[б]    | 19 вересня 1983                               | Вест-Індія            | 58 032        | |
| Сент-Люсія               | 22 лютого 1979                                | Вест-Індія            | 193 771       | |
| Сінгапур[б]              | 9 серпня 1966 (фактично з 9 серпня 1965 року) | Південносхідна Азія   | 6 241 169     | Здобув незалежність від Великої Британії та приєднався до Малайської Федерації 16 вересня 1963 року. Незалежною державою став 9 серпня 1965 року. |
| Соломонові Острови       | 7 липня 1978                                  | Океанія (Меланезія)   | 653 216       | |
| Сьєрра-Леоне             | 27 квітня 1961                                | Західна Африка        | 7 278 696     | |
| Танзанія                 | 9 грудня 1961                                 | Східна Африка         | 63 404 220    | Приєдналася як Танганьїка, яка згодом об'єдналася з Занзібаром і 26 квітня 1964 року утворилася Танзанія. |
| Тонга                    | 4 червня 1970                                 | Океанія (Полінезія)   | 108 587       | |
| Тринідад і Тобаго        | 31 серпня 1962                                | Вест-Індія            | 1 396 488     | Надано номінальну незалежність (статус домініону) 31 серпня 1962 року. Став республікою в рамках Співдружності 1 серпня 1976 року відповідно до Конституції Республіки Тринідад і Тобаго 1976 року, прийнятої парламентом Тринідаду і Тобаго. |
| Тувалу[а]                | 1 жовтня 1978                                 | Океанія (Полінезія)   | 10 330        | Спеціальний член Співдружності з 1 жовтня 1978 року по 1 вересня 2000 року |
| Уганда                   | 9 жовтня 1962                                 | Східна Африка         | 46 538 298    | |
| Фіджі[б]                 | 10 жовтня 1970                                | Океанія (Меланезія)   | 929 076       | Вийшла з організації у 1987 році; знову приєдналася 1997 року; членство призупинено 6 червня 2000 року; членство поновлено 20 грудня 2001 року; знову призупинено членство 8 грудня 2006 року через державний переворот у Фіджі 2006 року. Членство поновлено 26 вересня 2014 року. |
| Шрі-Ланка                | 4 лютого 1948                                 | Південна Азія         | 21 295 607    | Приєдналася як Цейлон, згодом змінила назву та стала республікою у 1972 році. |
| Ямайка                   | 6 серпня 1962                                 | Вест-Індія            | 2 851 641     | |

- ↑ а. Якщо не зазначено інше, незалежність отримана від Великої Британії в день (зазначений у графі 2) вступу до Співдружності.
- ↑ б. Не член Фонду Співдружності.
- ↑ в. Хоча Пакистан святкує день незалежності 14 серпня 1947 року, офіційно незалежність надана опівночі, 15 серпня 1947 року. Отже, дата вступу до Співдружності 15 серпня 1947 року.
- ↑ г. Геополітично частина Європи, географічно частина Азії.

## Колишні члени
| Країна   | Дата вступу       | Континент | Дата виходу    | Примітки |
| -------- | ----------------- | --------- | -------------- | --- |
| Зімбабве | 1 жовтня 1980     | Африка    | 7 грудня 2003  | Членство призупинено 19 березня 2002 року. Вийшла добровільно 7 грудня 2003 року. 15 травня 2018 року президент Еммерсон Мнангагва подав заяву про приєднання до Співдружності.                                                                       |
| Ірландія | 19 листопада 1926 | Європа    | 18 квітня 1949 | Один із домініонів під час прийняття Декларації Бальфура 1926 року та Вестмінстерського статуту 1931 року. Вийшла зі Співдружності після прийняття закону про Ірландську Республіку 1948 року, затвердженого Великою Британією законом від 1949 року. |

## Увійшли до складу інших держав
| Колишня країна      | Дата вступу       | Континент        | Припинила існування | У складі як частина | Примітки |
| ------------------- | ----------------- | ---------------- | ------------------- | ------------------- | --- |
| Малайська Федерація | 31 серпня 1957    | Азія/Океанія     | 31 липня 1963       | Малайзія            | Реформована як федерація Малайзія з Сінгапуром (який став окремою державою 9 серпня 1965 року), Північним Борнео та Сараваком.                                                                              |
| Ньюфаундленд        | 19 листопада 1926 | Північна Америка | 31 березня 1949     | Канада              | Один із домініонів під час прийняття Декларації Бальфура 1926 року та Вестмінстерського статуту 1931 року. Місцеве самоврядування скасовано 16 лютого 1934 року, об'єднаний з Канадою 31 березня 1949 року. |
| Танганьїка          | 9 грудня 1961     | Африка           | 26 квітня 1964      | Танзанія            | Дві країни об'єднано у сучасну Танзанію 26 квітня 1964. |
| Занзібар            | 10 грудня 1963    | Африка           | 26 квітня 1964      | Танзанія            | Дві країни об'єднано у сучасну Танзанію 26 квітня 1964. |

## Потенційні члени
| Країна          | Подання заявки        | Континент        | Населення  | Примітки |
| --------------- | --------------------- | ---------------- | ---------- | --- |
| Сомаліленд      | 2009 (як спостерігач) | Африка           | ~3 500 000 | Сомаліленд — невизнана самопроголошена держава, міжнародно визнана частиною Сомалі. Вона подала заявку на вступ до Співдружності в статусі спостерігача. Межі країни приблизно відповідають межам Британського Сомаліленду, британського протекторату з 1884 по 1960 рік. |
| Південний Судан | 2011                  | Африка           | 13 670 642 | Здобув незалежність від Великої Британії як частина Судану у 1956 році. Отримав незалежність від Судану у 2011 році. |
| Суринам         | 2012                  | Південна Америка | 555 934    | Англійська колонія Віллоубіленд з 1650 по 1667 рік і контрольована британцями з 1799 по 1816 рік. Згодом голландська колонія. 2012 року Суринам оголосив про плани приєднатися до Співдружності, і британський уряд визначив пріоритетом надання вказівок при поданні заявки Суринамом щодо членства у Співдружності. |
| Бурунді         | 2013                  | Африка           | 10 524 117 | |
| Зімбабве        | 2018                  | Африка           | 16 150 362 | В останні роки президентства Роберта Мугабе, Зімбабве домінував у справах Співдружності, створюючи різкі розколи в організації. Членство Зімбабве було призупинено у 2002 році через порушення Харарської Декларації. 2003 року, коли Співдружність відмовилася скасувати призупинення членства, Зімбабве вийшов зі складу Співдружності. 15 травня 2018 року президент Мнангагва подав заявку на вступ до Співдружності. |

## Інші кандидати
Інші держави, які висловлювали зацікавленість у приєднанні до Співдружності протягом багатьох років, або держави, які можуть мати право приєднатися до Співдружності: Бахрейн, Камбоджа, Єгипет, Ізраїль, Лівія, Непал, Палестина, США та Ємен.
Деякі країни та регіони також можуть приєднатися до Співдружності на підставі того, що були частиною Британської імперії, а саме: Ірак, Йорданія, Кувейт, М'янма, Оман, Катар, Об'єднані Арабські Емірати та Гонконг.